# Fiesta à Las Vegas
Fiesta à Las Vegas (France) ou Vive Ned Flanders (Québec) (Viva Ned Flanders) est le 10e épisode de la saison 10 de la série télévisée d'animation Les Simpson.

## Synopsis
Homer apprend que Ned utilise une carte pour les 3e âge, il y voit une occasion de prouver à tous que Ned Flanders n'est pas le bon samaritain qu'il prétend être. Cette occasion, Homer la saisit le jour de la messe. Il annonce à tous les habitants de Springfield ce qu'il croit être une abomination, jusqu'à ce que Ned leur annonce qu'il est âgé de 60 ans. Évidemment tout le monde est étonné par cette nouvelle car Ned est encore très en forme pour son âge. Le secret de Ned pour garder la forme est de mener une vie saine, mais il se rend compte à ce moment-là qu'il n'a jamais profité de la vie.
Ned se sent alors coupable et décide de vivre pleinement. Il demande conseil à celui qui, à ses yeux, profite le plus de la vie : Homer Simpson.
Homer a alors une idée : amener Ned à la ville de tous les vices, la ville du jeu : Las Vegas. Ned est apeuré par cette ville « démoniaque » dès leur arrivée. Homer parvient tout de même à le convaincre de rester avec lui. La chance de Ned aux jeux de casino contribue à détendre l'atmosphère.
Par la suite, Homer et Ned se rendent dans un bar. Ned s'apprête à commander une boisson non alcoolisée, mais craque et demande un « petit verre de porto ». C'est le début de la fin. Le lendemain, Homer et Ned se réveillent avec la gueule de bois. Ned est heureux d'avoir « profité de la vie » et remercie Homer. Celui-ci semble avoir gagné son pari, mais une mauvaise surprise les attend : les deux serveuses du bar de la veille leur expliquent qu'ils se sont mariés avec elles. Pour preuve, leur montrent une vidéo dévoilant une personnalité religieuse les unissant. Bien entendu, Homer et Ned étaient ivres.
Les deux hommes tentent d'échapper à ces deux femmes sans y parvenir. Encerclés par les employés et diverses célébrités, ils sont rattrapés et refoulés de la ville, avec pour consigne de ne plus y revenir. Les serveuses se consolent dans les bras de deux dresseurs de tigres allemands.
Homer et Ned se font la promesse mutuelle de ne jamais parler de cette histoire à qui que ce soit.
Il y a de bonnes raisons de croire que cet épisode a fortement inspiré les auteurs de Very Bad Trip. En effet, on retrouve dans le film et dans l'épisode les similitudes suivantes : un réveil après une soirée dans une chambre d’hôtel dévastée, une amnésie des fêtards surtout l'idée du mariage clandestin pendant qu'ils étaient dans un état second, la présence dans le casino d'un boxeur ...

## Invités
- Les Moody Blues
- Les magiciens Siegfried & Roy

## Erreur
Dans cet épisode Ned dit avoir 60 ans. Or dans l'épisode Une crise de Ned (saison 8), lorsqu'il est à hôpital psychiatrique, son psy, le Dr Foster, lui dit qu'il y a 30 ans, il était incontrôlable et lorsqu'on visionne la vidéo où on le voit incontrôlable, il n'est qu'un enfant.